# モリーゼ地震 (2002年)

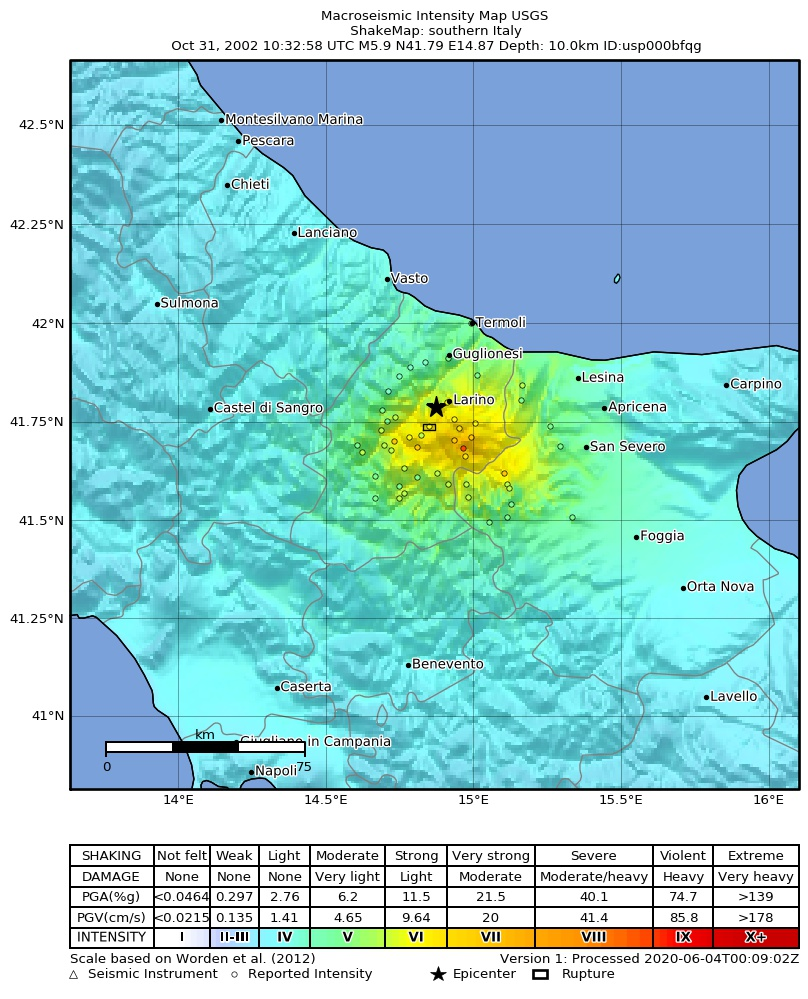
震度分布

モリーゼ地震 (2002年)（もりーぜじしん）は、2002年10月31日10時32分58秒（UTC）、モリーゼ州及びプッリャ州において発生した地震である。この地震のモーメントマグニチュードは5.9、震源の深さは10.0kmであった 。犠牲者のほとんどは、サン・ジュリアーノ・ディ・プーリアにおける学校の倒壊による死傷者であった。この学校では児童27名と、教諭1名が死亡した。特に、4年生（ほとんどが1996年生まれであった）は全員死亡した。

## 概要
2002年10月30日夜から31日未明にかけて、前震が3回発生しており、最も強いものはモーメントマグニチュード3.27（リヒタースケールマグニチュード3.5、改正メルカリ震度IV–V）であった。
本震は2002年10月31日11時32分（CET）にモリーゼ州南部、フレンタニ山脈（Frentani Mountains）及びフォルトーレ川（Fortore）渓谷の間に位置するカンポバッソ県の北東部において生じた。揺れは60秒間継続し、モリーゼ州の中心部及びキエーティ県キャピタナータ（Capitanata）において揺れが感じられたほか、マルケ州、バーリ、ベネヴェント、マテーラ、ブリンディジ、ローマ、ナポリ、ポテンツァ、サレルノ、ターラント及びペスカーラでも揺れが観測された。
震源近くのサン・ジュリアーノ・ディ・プーリアでは、地震のために、フランセスコ・ジョヴィネ（Francesco Jovine）学校の校舎の屋根の一部が崩落した。学校は、幼稚園、小学校及び中学校を併設したものであった。崩落した屋根は校舎の低層階に覆いかぶさり、瓦礫の中に56名の児童、8名の教諭及び2名の用務員が閉じ込められた。また、このことを思い出すために「思い出の公園（Parco di Memoria）」が作られている。

## テクトニクス
アメリカ地質調査所の分析は以下のとおりである。
この地震の初期的なモーメントテンソル解は、揺れが横ずれ断層の動きの結果生じたことを示唆している。断層は南北方向の左ずれ断層、又は東西方向の右ずれ断層のいずれかであると考えられる。複数の地質学者が、アフリカプレートとユーラシアプレートとの相対運動の主要な構成要素が、この地震の震源の近くを通る南北方向の左ずれの境界において実現されているという仮説を提唱している。
境界は1年に5～10mmのずれを生じさせている。初期的な発震機構はこのモデルに合致している。しかしながら、イタリアにおいて甚大な被害をもたらした地震の多くは、アフリカプレートとユーラシアプレートの現在の運動に単純に関係するわけではない地殻変動の結果として生じていることは特筆に値する。この地震の研究が完了するまで、大規模なプレートテクトニクスと地震との関係に関する仮説については考慮が必要である。

## 震災後の対応
震災後、州の一部自治体を対象として、耐震性を高めるための建築や補修に州予算による補助を行う政策がとられることとなった。この政策の受益者の例としてはテルモリの近くのラリーノが挙げられる。ラリーノでは慎重な調査によって市街の歴史的な色彩を回復する政策がとられ、家屋には淡いパステルカラーの色彩が施されて美しい都市へと景観を変じている。ラリーノは観光業の中心地となり、また世界各国に流出した人々が歴史的中心街に戻って居住する動きも見られた。